# ナノ回路
ナノ回路（英語：Nanocircuits）は、ナノメートルのスケールで動作する電気回路。これは、量子力学的な効果が非常に重要となる量子領域によくあてはまる。1ナノメートルは10−9メートルと等しく、水素原子10個並べた長さに等しい。そのような革新的に小さい回路では、より多くをコンピュータチップに取り付けることができる。これにより、より少ない電力でさらに速く複雑な機能が可能となる。ナノ回路は3つの異なる要素であるトランジスタ、伝送線路、アーキテクチャからなり、すべてナノメートルのスケールで製造されている。

## ナノ回路への様々なアプローチ
ナノ回路を異なる形で実行するために様々な提案がなされてきた。例えば、ナノワイヤ、単一電子トランジスタ、量子ドットセルラーオートマタ、ナノスケールクロスバーラッチがある。しかし、近い将来MOSFETを改善するためのナノ材料の組み込むというアプローチも考えられる。これは現在ほとんどのアナログおよびデジタル回路の基礎をなしており、そのスケーリングはムーアの法則を駆り立てている。
MOSFET設計とその将来性をカバーするレビュー論文が2004年に発表され、その中でスケール縮小の下での異なる構造のMOSFETを比較し、円形断面垂直チャネルFETがスケール縮小のために最適なものであると指摘した。この形状はナノスケール直径の垂直半導体円筒チャネルを用いて高密度に実装することができ、インフィニオン・テクノロジーズとサムスンはこの方向で研究開発を始め、結果としてMOSFET設計にナノワイヤとカーボンナノチューブを用いる基本特許がいくつか出た。別のアプローチにおいては、Nanosysが溶液を基礎とする堆積およびアラインメントプロセスを用い、基板上に前もって製造されたナノワイヤのアレイをパターニングしてFETの横チャネルとして機能させる。単一ナノワイヤFETと同じスケーラビリティを実現することができない一方、チャネル用に前もって作製した複数のナノワイヤを用いることは、大容量印刷プロセスを使用して従来の製造過程よりも低い温度でナノワイヤを堆積できるため、製造コストを削減することができる。さらに低温で堆積させることから、電子ペーパー、折り曲げ可能なフラットパネルディスプレイ、広域太陽電池などのフレキシブル電子応用の扉を開くトランジスタ用のキャリア基板としてポリマーなどより広い範囲の材料を用いることができる。

## 製造方法
ナノ回路を理解するための最も基本的な概念の1つは、ムーアの法則のformulationである。この概念はIntelの共同設立者であるゴードン・ムーアがトランジスタのコストに関心を持ち、1つのチップにより多くのトランジスタを収めようと考えた際に生じた。内容はシリコン集積回路上に製造することのできるトランジスタの数、つまり回路の計算能力は、18か月から24か月ごとに倍増しているというものである。回路に乗せるトランジスタの数が多いほど、コンピュータがより高い計算能力を有する。これが科学者とエンジニアがこれらのナノ回路を製造している理由であり、ますます多くのトランジスタがチップに収まるようになるであろう。このことは良いことのように聞こえるが、非常に多くのトランジスタを詰め込む際に生じる問題が多くある。回路が非常に小さい場合、大きな回路よりも多くの問題を抱える傾向にある。特に熱の問題があり、小さい表面積にわたる電力量により放熱が難しくなり、この過剰な熱がエラーを引き起こしチップを破壊するおそれがある。ナノスケールの回路は、今日使用している回路よりも温度変化、宇宙線、電磁干渉に敏感である。より多くのトランジスタがチップ上に詰め込まれると、チップ上の迷走信号などの現象、非常に多くの密集したデバイスからの熱放散の必要性、スケールが小さいゆえの絶縁障壁を越えてのトンネリング、製造の難しさが進歩を止めるもしくは著しく遅くする。多くの人がナノ回路市場は2015年ごろに均衡状態になると考えている。現時点では製造施設のコストは2000億ドルにも達すると考えられている。回路をさらに小さくするためのコストが高すぎるという時期はどこかにあり、そこではコンピュータの速度は最大に達すると思われる。この理由から、ムーアの法則は主にマイクロリソグラフィエッチング技術の進歩により起こる計算能力の増加に大きく基づいているため、多くの科学者はムーアの法則は永遠に成立するものではなくすぐにピークに達すると考えている。
これらのナノ回路を製造する際には、それにまつわる多くの面がある。1つはトランジスタから始まる。現在、ほとんどの電子機器はシリコンベースのトランジスタを使用している。トランジスタは、電気の流れを制御し弱い電気信号を強い電気信号に変換する、回路に不可欠な要素である。電流を制御しそれをオンオフすることや信号を増幅することもできる。導電状態と非導電状態の間を簡単に切り替えることができるため、現在回路はトランジスタとしてシリコンを使用している。しかし、ナノエレクトロニクスにおいてはトランジスタは有機分子もしくはナノスケールの無機構造であることがある。トランジスタの一部である半導体もナノ状態の有機分子でできている。
2つ目は相互接続である。これには論理および数学演算と、これを可能とするトランジスタを結ぶワイヤが含まれる。ナノ回路では、1ナノメートルほどの細さのナノチューブや他のワイヤがトランジスタを互いにつなげるために使われる。ナノワイヤは数年前からカーボンナノチューブで作られている。数年前まではトランジスタとナノワイヤを組み合わせて回路が製造されていた。しかし、その中にトランジスタを有するナノワイヤを製造することが可能になった。2004年、ハーバード大学のナノテクノロジーの草分け的存在であるCharles Lieberと彼のチームは一連のトランジスタを含み1枚の紙より1万倍薄いナノワイヤを作製した。本質上はトランジスタとナノワイヤは、その2つを一緒に接続するという難しい作業を取り除くために、事前に配線されている。
ナノ回路構成の最後の部分はアーキテクチャである。これはトランジスタが相互接続される全体的方法として説明されるため、回路はコンピュータもしくは他のシステムに接続でき、下位レベルの詳細とは無関係に動作することができる。ナノ回路は非常に小さいため、エラーと欠陥が運命づけられているが、これを回避する方法が考案されている。このアーキテクチャは冗長論理ゲートを持つ回路とチップ上のいくつかのレベルで構造を再構成できる相互接続を組み合わせる。冗長性により、回路は問題を認識しそれ自体を再構成し、回路がそれ以上の問題は回避できるようにする。また、論理ゲート内のエラーを許容はするが、誤った結果を与えることなくこれを適切に機能させる。

## 潜在的な応用とブレイクスルー
インドの科学者によりナノ回路に使われる世界最小のトランジスタが開発された。このトランジスタは完全にカーボンナノチューブでできている。ナノチューブは炭素原子のシートを巻いたものであり、ヒトの髪の毛の1000分の1よりも細い。通常、回路はシリコンベースのトランジスタを使用するが、これらは近いうちに置き換えられるであろう。このトランジスタには1点で交わる2つの異なる分岐があるためY字型になっている。電流は両方の分岐に流れることができ、電圧をオンオフする3番目の分岐により制御される。この新たなブレイクスルーによりナノ回路はすべてをナノチューブから製造することができ、その名前通りになる。この発見以前にも論理回路はナノチューブを使用していたが、電流の流れを制御できるようにするために金属ゲートが必要であった。
おそらくナノ回路最大の潜在的応用先はコンピュータと電子機器である。科学者とエンジニアは常にコンピュータの高速化を目指している。より近い言葉で考えると、マイクロとナノのハイブリッド、ナノコアを持つシリコン（おそらく中身を永久に保持することのできる高密度コンピュータメモリ）がある。青写真から写真のパターン、チップへと進む従来の回路設計とは異なり、ナノ回路設計はおそらくチップから始まり（1024もの部品とワイヤの偶然的な混乱で常にうまくいくわけではない）徐々に有用なデバイスに刻んでいく。従来のトップダウンのアプローチを採用するのではなく、ボトムアップのアプローチをこれらナノ回路の大きさにより、おそらくすぐに採用する必要がある。ナノレベルにあるゆえおそらく回路内のすべてがうまくいくとは限らず、ナノ回路はそのコンパクトさから欠陥や不良が多くなる。科学者やエンジニアにより、トランジスタ、論理ゲート、ダイオードなど、ナノ回路に不可欠な要素はすべて作り出された。これらは、すべて有機分子、カーボンナノチューブ、ナノワイヤ半導体から構成されている。残されたやるべきことは、そのような小型デバイスやナノ回路に付随するエラーを排除する方法を見つけることだけである。しかし、最終的にはナノ回路がどのくらい小さくなるかやコンピュータや電子機器の平衡速度への到達には限界がある。